# گوی برفی

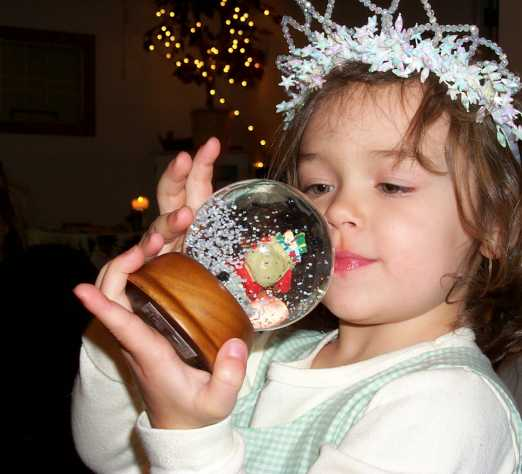
یک گوی برفی در دستان یک دختربچه

گوی برفی (انگلیسی: Snow globe) یک محفظه از جنس شیشه و یا پلاستیک شفاف و مقاوم است که درون آن اشیای مختلف مصنوعی و خشک مانند درخت، ماکت یک برج یا ساختمان و شهر، آدم برفی یا بابا نوئل، حیوانات مانند گوزن و هر چیز خشک و مصنوعی دیگری قرار داده شده است و با استفاده از اکلیل، آب و چیزهای دیگر درون آن پر شده و دَریچه آن برای جلوگیری از نشت آب با چسب مخصوص و یا روش‌های دیگر بسته شده است.
گوی‌های برفی در انواع ساده، موزیکال و چراغ‌دار ساخته میشوند، همچنین در طرح‌ها، رنگ‌بندی و با اشیای گوناگون درون گوی برای کودکان و بزرگسالان، و دختران و پسران تولید میشوند.